# Sarah Biffin
Pour les articles homonymes, voir Biffin.
Sarah Biffin (ou Biffen ou Beffin, née en 1784 et morte en 1850) est une peintre miniaturiste anglaise.

## Biographie
Sarah Biffin naît en 1784 dans une famille de fermiers du Somerset, domiciliée près de Bridgwater. À cause d’une malformation, elle est dépourvue de bras et ses jambes sont atrophiées. Douée pour le dessin et la peinture, son premier professeur est un certain Dukes, avec qui elle passe un contrat : elle s’engage à lui dédier son temps et à rester avec lui un certain nombre d’années. À partir de 1812, elle est présentée dans des foires et expositions : les visiteurs peuvent payer pour la regarder peindre et acheter des autographes ou des miniatures sur ivoire,. Dukes promet mille guinées à quiconque serait insatisfait des prouesses de Biffin ; l’artiste elle ne touche supposément que cinq livres par an de sa part. 
Elle est remarquée par George Douglas, comte de Morton, qui lui fait donner des cours par William Marshall Craig (en),. Le comte la persuade de quitter la troupe de Dukes, elle s’installe en 1819 seule à Londres. En 1821, la Society of Arts lui décerne un prix pour une de ses pièces, présentée par le duc de Sussex ; Biffin expose la même année quatre portraits à la Royal Academy. À cette époque, elle compte parmi ses mécènes le roi George III et la reine Victoria.
Elle épouse en 1824 William Stephen Wright, un employé de banque, mais le mariage ne dure pas et Wright s’empare de ses richesses. La mort de George Douglas en 1827 accentue la situation précaire de Biffin, qui se retire à Liverpool. Elle meurt en octobre ou novembre 1850 à 66 ans.

## Postérité
Charles Dickens la mentionne au chapitre XVIII de La Petite Dorrit.

## Œuvres

### Portraits
- Autoportrait, 1830[9]
- Portrait d’Edward, duc de Kent, 1839[8]

### Écrits
- An Interesting Narrative, 1821 (autobiographie)[6]